# Campionat del Món de motociclisme de 1979
La temporada de 1979 del Campionat del món de motociclisme fou la 31a edició d'aquest campionat, organitzat per la FIM. En una temporada emocionant a la classe de 500cc, el campió vigent Kenny Roberts va revalidar el seu títol davant la forta oposició de Suzuki. A la classe de 50cc, Eugenio Lazzarini va guanyar totes les curses en què va acabar i es va endur el campionat. Ángel Nieto va dominar amb una Minarelli als 125cc i va aconseguir el seu setè campionat mundial. Kork Ballington repetí el doblet de l'any passat a les classes de 250cc i 350cc amb Kawasaki.
Els millors pilots del mundial van boicotejar el Gran Premi de Bèlgica per problemes de seguretat, mostrant la seva creixent insatisfacció amb la manera com la FIM dirigia les curses. Després de diversos problemes de seguretat, els pilots es van unir cap a finals d'any i van anunciar que crearien un campionat alternatiu anomenat World Series. Tot i que aquest campionat mai no va arribar a materialitzar-se, els pilots havien demostrat la seva pressió política i això va obligar la FIM a canviar la manera com tractava les curses i els propis pilots. L'entitat va anunciar un augment dels premis en metàl·lic per a l'any següent, cosa que va marcar l'inici d'una era de major professionalitat en l'esport del motociclisme.

## El campionat de 500cc
Kenny Roberts es va lesionar en una cursa de pretemporada, però va tornar i va guanyar la segona ronda del mundial de manera incontestable. Els seus rivals també van tenir mala sort: Wil Hartog es va trencar el braç en una cursa als Països Baixos, tot i que se'n va recuperar per al Gran Premi d'Àustria, Johnny Cecotto es va fracturar greument la ròtula a Àustria i Barry Sheene va patir avaries mecàniques al mateix Gran Premi. Més tard, el Gran Premi de Gran Bretanya, penúltim de la temporada, seria recordat com una de les curses més importants de l'era moderna, amb un resultat d'infart en què Roberts superà Sheene a la línia de meta per tres dècimes de segon. Roberts va acabar proclamant-se campió a la propera ronda, França, per davant de tot l'estol de Suzuki. La Yamaha de l'americà va ser l'única moto que no era Suzuki entre les deu primeres classificades.

### Novetats tècniques
Després d'onze anys d'absència als Grans Premis, Honda va tornar a la competició aquell any amb l'exòtica NR500 de quatre temps que van pilotar Mick Grant i Takazumi Katayama al Gran Premi de Gran Bretanya. La motocicleta duia un motor amb cilindres de forma ovalada, així com un xassís monocasc. Ambdues motos es van retirar de la cursa: Grant va caure al primer revolt després que la moto vessés oli al pneumàtic del darrere i Katayama es va retirar a la setena volta a causa de problemes d'encesa.

## Canvis de classes
El 1979, la FIM creà una categoria específica per a prototips de sidecar, anomenada B2B, la qual va diferenciar dels tradicionals, que va anomenar B2A. Els prototips B2B eren gairebé un automòbil, amb dues rodes paral·leles al darrere i una al davant, i el pilot els conduïa assegut, en comptes d'inclinat com als tradicionals. Prohibits el 1980, els prototips es van tornar a permetre a partir de 1981, aquesta vegada sense separar-los en una categoria pròpia.

## Campions del món
Pilots
| 50cc         | 125cc       | 250cc           | 350cc           | 500cc         |
| ------------ | ----------- | --------------- | --------------- | ------------- |
| E. Lazzarini | Ángel Nieto | Kork Ballington | Kork Ballington | Kenny Roberts |

Constructors
| 50cc     | 125cc     | 250cc    | 350cc    | 500cc  |
| -------- | --------- | -------- | -------- | ------ |
| Kreidler | Minarelli | Kawasaki | Kawasaki | Suzuki |

Sidecars
| Categoria | Pilot / Passatger | Pilot / Passatger | Constructor |
| --------- | ----------------- | ----------------- | ----------- |
| B2A       | Rolf Biland       | Kurt Waltisberg   | Yamaha      |
| B2B       | Bruno Holzer      | Karl Meierhans    | Yamaha      |

## Grans Premis

### Sistema de puntuació
Barem de puntuació de 1969 a 1987:
| Posició | 1  | 2  | 3  | 4 | 5 | 6 | 7 | 8 | 9 | 10 |
| Punts   | 15 | 12 | 10 | 8 | 6 | 5 | 4 | 3 | 2 | 1  |

### Calendari
| Cursa | Data          | Gran Premi                   | Circuit           |
| ----- | ------------- | ---------------------------- | ----------------- |
| 1     | 18 de març    | Gran Premi de Veneçuela      | San Carlos        |
| 2     | 29 d'abril    | Gran Premi d'Àustria         | Salzburgring      |
| 3     | 6 de maig     | Gran Premi d'Alemanya        | Hockenheimring    |
| 4     | 13 de maig    | Gran Premi de les Nacions    | Imola             |
| 5     | 20 de maig    | Gran Premi d'Espanya         | Jarama            |
| 6     | 10 de juny    | Gran Premi de Iugoslàvia     | Rijeka            |
| 7     | 23 de juny    | Dutch TT                     | Assen             |
| 8     | 1 de juliol   | Gran Premi de Bèlgica        | Spa-Francorchamps |
| 9     | 22 de juliol  | Gran Premi de Suècia         | Karlskoga         |
| 10    | 29 de juliol  | Gran Premi de Finlàndia      | Imatra            |
| 11    | 12 d'agost    | Gran Premi de Gran Bretanya  | Silverstone       |
| 12    | 19 d'agost    | Gran Premi de Txecoslovàquia | Brno              |
| 13    | 2 de setembre | Gran Premi de França         | Le Mans           |

### Guanyadors
| Cursa | Gran Premi           | 50cc           | 125cc              | 250cc           | 350cc             | 500cc            | Resultats |
| ----- | -------------------- | -------------- | ------------------ | --------------- | ----------------- | ---------------- | --------- |
| 1     | GP de Veneçuela      |                | Ángel Nieto        | Walter Villa    | Carlos Lavado     | Barry Sheene     | Resultat  |
| 2     | GP d'Àustria         |                | Ángel Nieto        |                 | Kork Ballington   | Kenny Roberts    | Resultat  |
| 3     | GP d'Alemanya        | Gerhard Waibel | Ángel Nieto        | Kork Ballington | Jon Ekerold       | Wil Hartog       | Resultat  |
| 4     | GP de les Nacions    | E. Lazzarini   | Ángel Nieto        | Kork Ballington | Gregg Hansford    | Kenny Roberts    | Resultat  |
| 5     | GP d'Espanya         | E. Lazzarini   | Ángel Nieto        | Kork Ballington | Kork Ballington   | Kenny Roberts    | Resultat  |
| 6     | GP de Iugoslàvia     | E. Lazzarini   | Ángel Nieto        | Graziano Rossi  | Kork Ballington   | Kenny Roberts    | Resultat  |
| 7     | Dutch TT             | E. Lazzarini   | Ángel Nieto        | Graziano Rossi  | Gregg Hansford    | Virginio Ferrari | Resultat  |
| 8     | GP de Bèlgica        | H. van Kessel  | Barry Smith        | Edi Stoellinger |                   | Dennis Ireland   | Resultat  |
| 9     | GP de Suècia         |                | Pier Paolo Bianchi | Graziano Rossi  |                   | Barry Sheene     | Resultat  |
| 10    | GP de Finlàndia      |                | Ricardo Tormo      | Kork Ballington | Gregg Hansford    | Boet van Dulmen  | Resultat  |
| 11    | GP de Gran Bretanya  |                | Ángel Nieto        | Kork Ballington | Kork Ballington   | Kenny Roberts    | Resultat  |
| 12    | GP de Txecoslovàquia |                | Guy Bertin         | Kork Ballington | Kork Ballington   |                  | Resultat  |
| 13    | GP de França         | E. Lazzarini   | Guy Bertin         | Kork Ballington | Patrick Fernandez | Barry Sheene     | Resultat  |

## Galeria

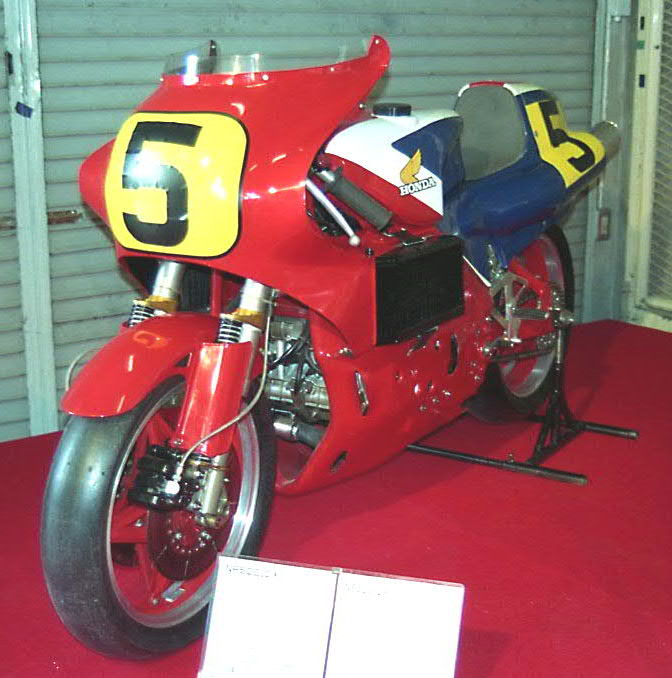
La rara Honda NR500 que pilotaren Mick Grant i Takazumi Katayama
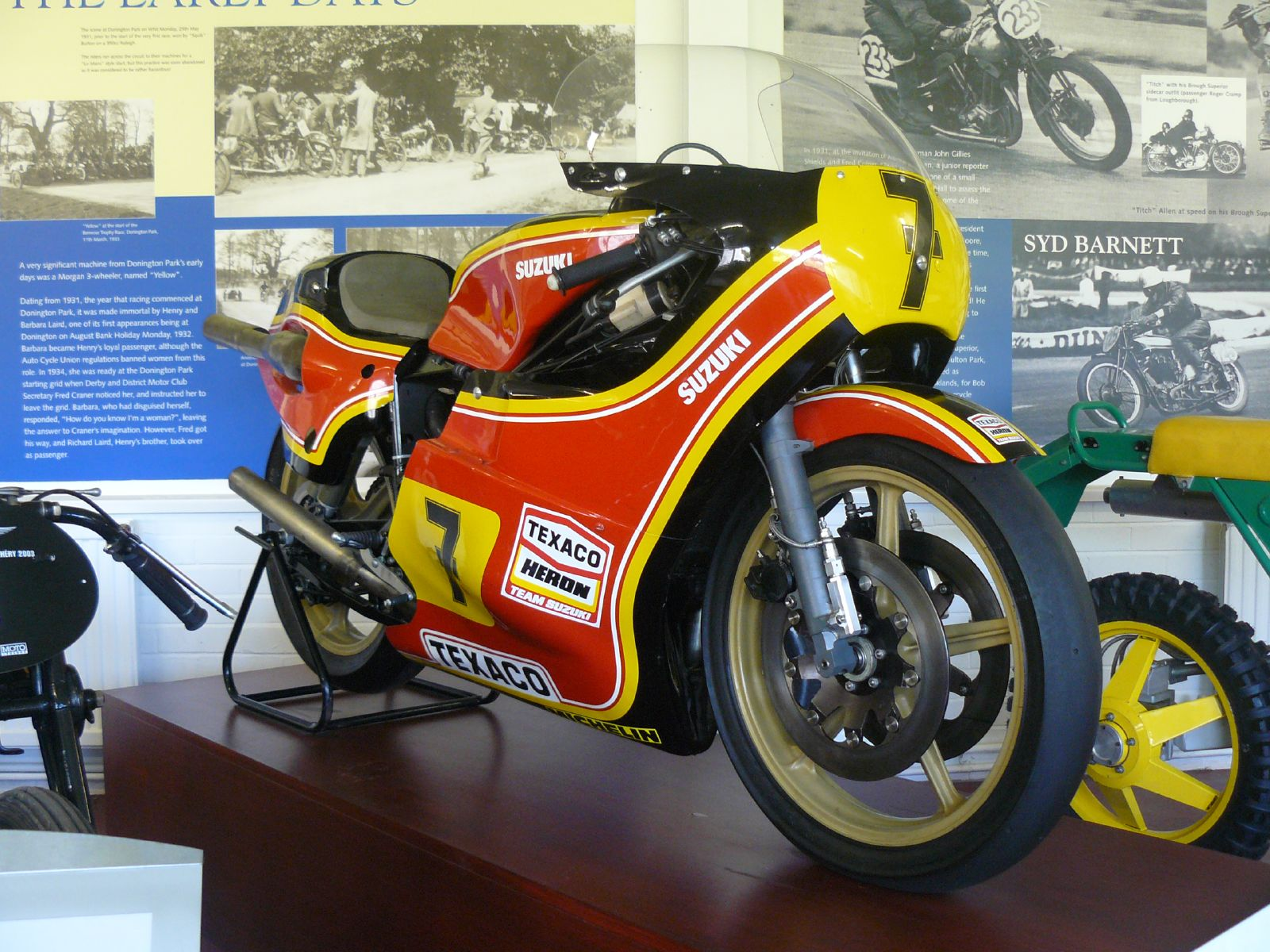
La Suzuki RG500 amb què Barry Sheene fou tercer als 500cc
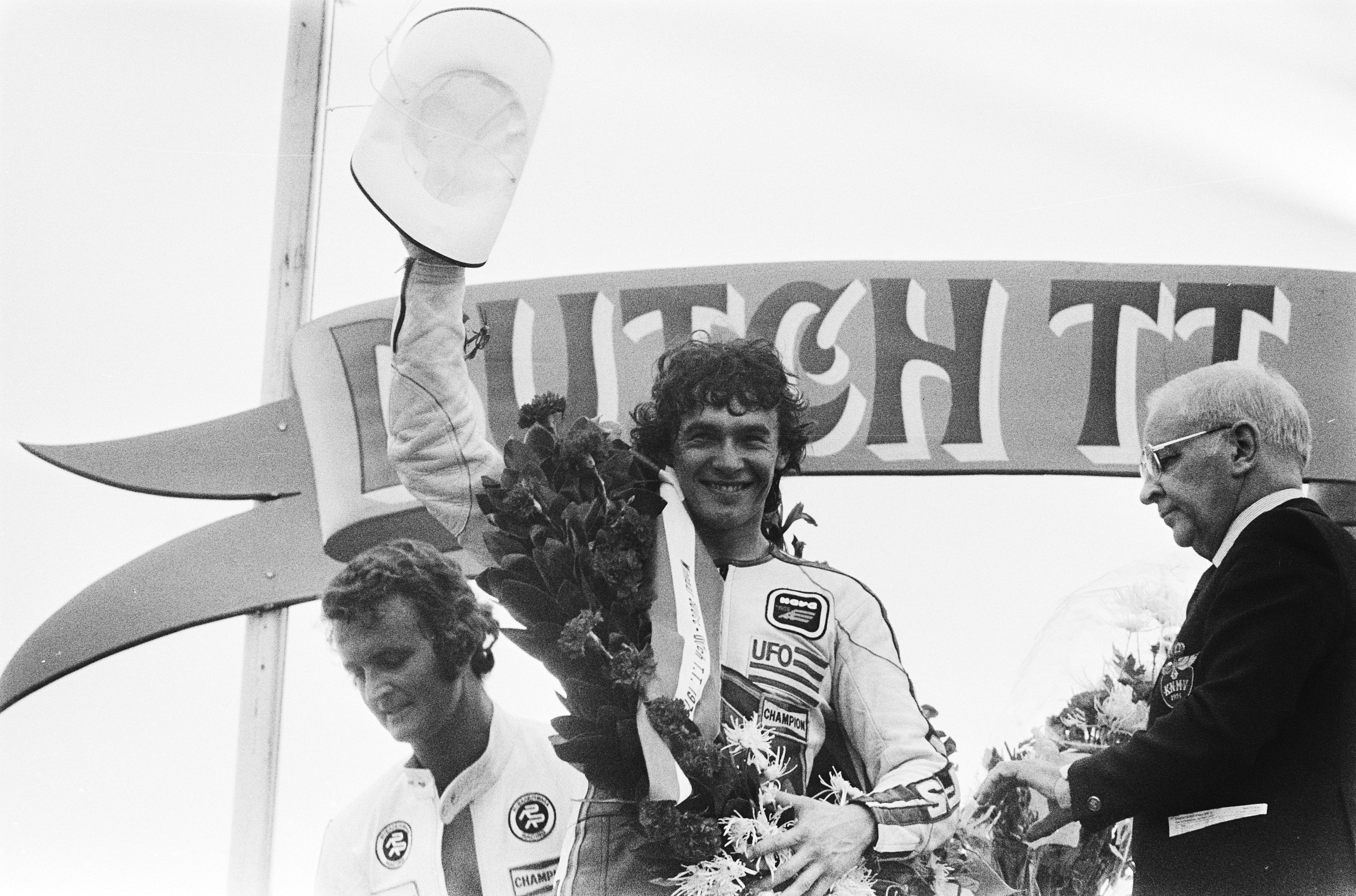
Virginio Ferrari, subcampió de 500cc
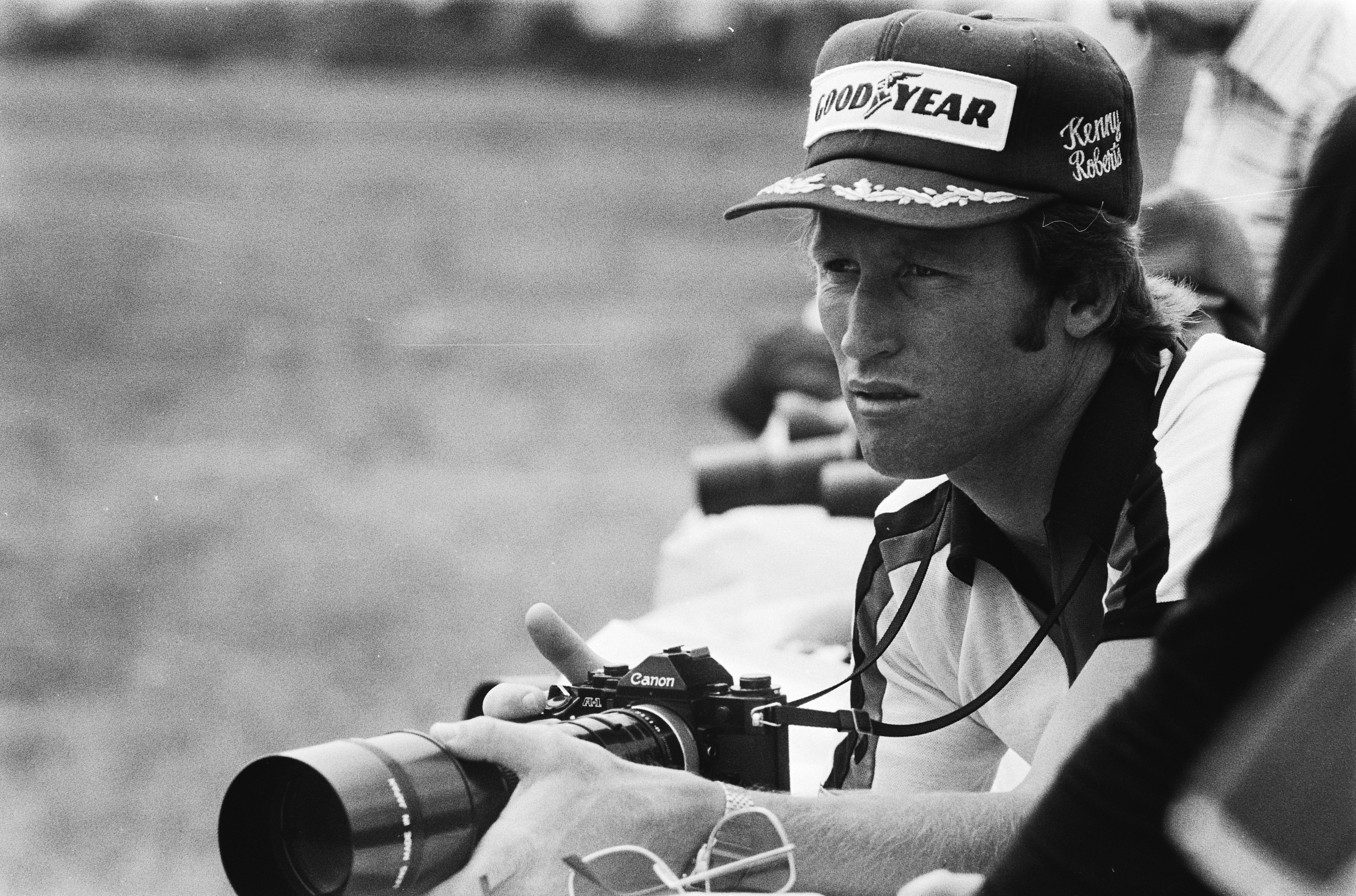
Kenny Roberts, campió de 500cc

## Classificació dels pilots

### 500 cc
| Pos | Pilot                 | Moto                   | VEN · | AUT · | GER · | NAT · | ESP · | YUG · | NED · | BEL · | SWE · | FIN · | GBR | FRA · | Pts |
| --- | --------------------- | ---------------------- | ----- | ----- | ----- | ----- | ----- | ----- | ----- | ----- | ----- | ----- | --- | ----- | --- |
| 1   | Kenny Roberts         | Yamaha                 |       | 1     | 2     | 1     | 1     | 1     | 8     | NVC   | 4     | 6     | 1   | 3     | 113 |
| 2   | Virginio Ferrari      | Suzuki                 | 2     | 2     | 3     | 2     | 4     | 2     | 1     | NVC   | Ret   | 15    | 4   | Ret   | 89  |
| 3   | Barry Sheene          | Suzuki                 | 1     | 12    | Ret   | 4     | Ret   | Ret   | 2     | NVC   | 1     | 3     | 2   | 1     | 87  |
| 4   | Wil Hartog            | Suzuki                 | Ret   | 3     | 1     | Ret   | 2     | 4     | 3     | NVC   | Ret   | 10    | 3   | 18    | 66  |
| 5   | Franco Uncini         | Suzuki                 | 4     | 6     | 6     | Ret   | 5     | 3     | 6     | NVC   | Ret   | Ret   | 7   | 4     | 51  |
| 6   | Boet van Dulmen       | Suzuki                 |       | Ret   | Ret   | Ret   | 6     | 5     | 4     | NVC   | 3     | 1     | 5   | Ret   | 50  |
| 7   | Jack Middelburg       | Suzuki                 |       | 15    | 7     | 7     | 7     | Ret   | 7     | NVC   | 2     | 4     | Ret |       | 36  |
| 8   | Randy Mamola          | Suzuki                 |       |       |       |       |       |       | 13    | NVC   | 6     | 2     | Ret | 2     | 29  |
| 9   | Philippe Coulon       | Suzuki                 |       | Ret   | 5     | 8     | 8     | Ret   | 5     | NVC   | Ret   | 8     | 8   | 6     | 29  |
| 10  | Tom Herron            | Suzuki                 | 3     | 4     | Ret   | 3     | NVC   |       |       |       |       |       |     |       | 28  |
| 11  | Christian Sarron      | Yamaha                 | 7     |       | 8     | Ret   |       | 7     | 9     | NVC   | 9     | 5     | 6   | Ret   | 26  |
| 12  | Steve Parrish         | Suzuki                 | Ret   | 7     | 9     | 11    | 11    | 9     | 10    | NVC   | 5     | 11    | Ret | 7     | 19  |
| 13  | Mike Baldwin          | Suzuki                 |       | 14    | 10    | 5     | 3     |       |       |       |       |       |     |       | 17  |
| 14  | Dennis Ireland        | Suzuki                 | 10    | 18    | 11    | Ret   |       | 17    | 15    | 1     | Ret   | Ret   | Ret | Ret   | 16  |
| 15  | Michel Rougerie       | Suzuki                 | 5     |       | Ret   | Ret   | 9     | 6     | Ret   | NVC   | Ret   | Ret   | Ret | 8     | 16  |
| 16  | Bernard Fau           | Suzuki                 |       | 11    | 4     | 6     | Ret   |       | Ret   | NVC   |       |       |     |       | 13  |
| 17  | Kenny Blake           | Yamaha                 |       |       |       |       |       |       |       | 2     | Ret   |       |     |       | 12  |
| 18  | Marco Lucchinelli     | Suzuki                 |       | 9     | Ret   | Ret   | 10    | Ret   | Ret   | NVC   | 7     | 8     | 9   | Ret   | 11  |
| 19  | Gary Lingham          | Suzuki                 |       |       |       |       |       |       |       | 3     |       |       | Ret |       | 10  |
| 20  | Johnny Cecotto        | Yamaha                 | Ret   | Ret   |       |       |       | Ret   | Ret   | NVC   | Ret   | 7     | Ret | 5     | 10  |
| 21  | Gustav Reiner         | Suzuki                 |       | 20    | Ret   |       | Ret   |       | NQ    | 4     | Ret   | Ret   |     | Ret   | 8   |
| 22  | Henk de Vries         | Suzuki                 |       |       | 13    |       | 13    |       | Ret   | 5     |       |       | 18  | 12    | 6   |
| 23  | Hiroyuki Kawasaki     | Suzuki                 |       | 5     | Ret   | NVC   | Ret   |       |       |       |       |       |     |       | 6   |
| 24  | Gerhardt Vogt         | Suzuki                 | 8     | Ret   | 14    |       | 14    |       | 17    | 8     |       | 14    | NQ  | 16    | 6   |
| 25  | Roberto Pietri        | Suzuki                 | 6     |       |       |       |       |       |       |       |       |       | Ret | 15    | 5   |
| 26  | Josef Hage            | Suzuki                 |       |       |       |       |       |       |       | 6     |       |       | Ret | Ret   | 5   |
| 27  | Jacky Matagne         | Suzuki                 |       |       |       |       |       |       |       | 7     |       |       |     |       | 4   |
| 28  | Max Wiener            | Suzuki                 |       | 8     | Ret   | 12    |       | 10    | Ret   | NQ    |       | Ret   | 16  | Ret   | 4   |
| 29  | Carlo Perugini        | Suzuki                 |       | Ret   | Ret   | Ret   |       | 8     |       | NVC   |       |       | 11  | Ret   | 3   |
| 30  | Ikujiro Takai         | Yamaha                 |       |       |       |       |       | Ret   | 14    | NVC   | 8     | Ret   | Ret |       | 3   |
| 31  | Graziano Rossi        | Morbidelli             |       |       | Ret   | 9     | Ret   | Ret   | 12    | NQ    | Ret   | Ret   | Ret | Ret   | 2   |
| 32  | Sergio Pellandini     | Suzuki                 | 9     |       |       | 17    | 15    | 18    |       | NVC   |       |       |     | Ret   | 2   |
| 33  | John Woodley          | Suzuki                 |       |       |       |       |       |       |       |       |       |       | Ret | 9     | 2   |
| 34  | Guy Cooremans         | Suzuki                 |       |       |       |       |       |       |       | 9     |       |       |     |       | 2   |
| 35  | Seppo Rossi           | Suzuki                 |       |       | 22    | 15    | Ret   | 12    | Ret   | NQ    | 10    | Ret   | Ret | 11    | 1   |
| 36  | Giovanni Pellettier   | Suzuki                 | Ret   |       | Ret   | 10    | 12    | 15    |       | NVC   |       |       | Ret | Ret   | 1   |
| 37  | Peter Sjöström        | Suzuki                 |       | 17    | Ret   | NQ    | Ret   | 14    | Ret   |       | Ret   | 13    | 13  | 10    | 1   |
| 38  | Mike Grant            | Suzuki / Honda         | Ret   | 10    | Ret   |       |       |       |       |       |       |       |     |       | 1   |
| 39  | John Newbold          | Suzuki                 |       |       |       |       |       |       |       | NQ    |       |       | 10  |       | 1   |
| 40  | Dieter Heinen         | Yamaha                 |       |       |       |       |       |       |       | 10    |       |       |     |       | 1   |
| 41  | Gianni Rolando        | Suzuki                 |       | Ret   | Ret   | Ret   |       | Ret   | 11    | NVC   |       |       | 12  | 14    | 0   |
| 42  | Lennart Bäckström     | Suzuki                 |       |       |       |       | Ret   |       |       |       | 11    | Ret   | Ret | Ret   | 0   |
| 43  | Frank Gross           | Suzuki                 |       |       |       |       |       | 11    |       | NVC   |       |       |     | Ret   | 0   |
| 44  | Alan North            | Yamaha / Suzuki        |       | 16    |       |       |       |       |       |       | 12    |       |     |       | 0   |
| 45  | Elmar Renner          | Suzuki                 |       | Ret   | 12    |       |       |       |       | NVC   |       |       |     |       | 0   |
| 46  | Markku Matikäinen     | Suzuki                 |       | Ret   |       |       |       |       |       |       |       | 12    |     |       | 0   |
| 47  | Willem Zoet           | Suzuki                 |       |       |       |       |       | 13    | Ret   | NVC   | 13    | Ret   |     | 19    | 0   |
| 48  | Alex George           | Suzuki / Cagiva-Suzuki |       | 13    | Ret   | 13    |       |       | Ret   | NVC   |       |       | Ret |       | 0   |
| 49  | Hervé Guilleux        | Buton                  |       |       |       |       |       |       |       |       |       |       |     | 13    | 0   |
| 50  | Werner Nenning        | Suzuki                 |       |       |       | 14    |       | Ret   |       |       |       |       |     |       | 0   |
| 51  | Steve Ward            | Suzuki                 |       |       |       |       |       |       |       |       |       |       | 14  |       | 0   |
| 52  | Hans-Otto Butenuth    | Suzuki                 |       |       | 15    |       |       |       |       |       |       |       |     |       | 0   |
| =   | Keith Huewen          | Yamaha                 |       |       |       |       |       |       |       |       |       |       | 15  |       | 0   |
| 54  | Max Nöthiger          | Suzuki                 |       |       | 16    |       | 16    |       |       |       |       |       |     |       | 0   |
| =   | Raffaele Pasqual      | Suzuki                 |       |       |       | 16    |       | 16    |       |       |       |       |     |       | 0   |
| 56  | Peter Sköld           | Suzuki                 |       |       |       |       |       |       |       |       | Ret   | 16    |     |       | 0   |
| 57  | Dick Alblas           | Suzuki                 |       |       |       |       |       |       | 16    |       |       |       |     |       | 0   |
| 58  | George Fogarty        | Suzuki                 |       |       |       |       |       |       |       |       |       |       | 17  |       | 0   |
| =   | Alain Röthlisberger   | Suzuki                 |       |       |       |       |       |       |       |       |       |       |     | 17    | 0   |
| =   | Herbert Schieferecke  | Suzuki                 |       |       | 17    |       |       |       |       |       |       |       |     |       | 0   |
| 61  | Bosse Granath         | Yamaha                 |       | Ret   | 18    |       |       |       |       |       |       | NQ    |     |       | 0   |
| 62  | Jürgen Steiner        | Suzuki                 |       | 19    |       | NQ    |       |       | Ret   |       |       |       |     |       | 0   |
| 63  | Didier de Radiguès    | Suzuki / Yamaha        |       |       |       |       |       | 19    |       |       | Ret   |       |     |       | 0   |
| 64  | Corrado Tuzzi         | Suzuki                 |       |       |       | NQ    |       |       |       |       |       |       | 19  |       | 0   |
| 65  | King Wong Kwong       | Suzuki                 |       |       | 19    |       |       |       |       |       |       |       |     |       | 0   |
| 66  | Jochen Schmidt        | Suzuki                 |       | 23    |       |       |       | 20    |       |       |       |       |     |       | 0   |
| 67  | Michel Rastel         | Suzuki                 |       |       |       |       |       |       |       |       |       |       |     | 20    | 0   |
| =   | Michael Schmid        | Suzuki                 |       |       | 20    |       |       |       |       |       |       |       |     |       | 0   |
| 69  | Carlos de San Antonio | Suzuki                 | Ret   |       |       |       |       | 21    |       | NVC   |       |       |     |       | 0   |
| 70  | Richard Schulze       | Suzuki                 |       | 21    |       |       |       |       |       |       |       |       |     |       | 0   |
| =   | Stefano Bonetti       | Suzuki                 |       |       | 21    |       |       |       |       |       |       |       |     |       | 0   |
| -   | Borge Nielsen         | Suzuki                 |       | Ret   | Ret   |       |       | Ret   | Ret   | NEL   |       | Ret   |     | Ret   | 0   |
| -   | Leandro Becheroni     | Yamaha / Suzuki        |       |       |       | Ret   |       |       |       |       |       |       |     | Ret   | 0   |
| -   | Lorenzo Ghiselli      | Suzuki                 |       |       |       | Ret   | Ret   |       |       |       |       |       |     |       | 0   |
| -   | Tony Head             | Yamaha                 |       |       |       |       |       |       |       | Ret   | Ret   |       |     |       | 0   |
| -   | Seppo Ojala           | Suzuki                 |       |       | Ret   |       |       |       |       |       |       | Ret   |     |       | 0   |
| -   | Carlo Prati           | Suzuki                 |       |       | Ret   |       |       | Ret   |       |       |       |       |     |       | 0   |
| -   | Toni García           | Suzuki                 |       |       |       |       | Ret   | NVC   |       | NQ    |       |       | NQ  |       | 0   |
| -   | Olivier Chevallier    | Yamaha                 |       | Ret   |       |       |       |       |       | NVC   |       |       |     |       | 0   |
| -   | Eddie Grant           | Suzuki                 |       |       |       | Ret   |       |       |       |       |       |       | NQ  |       | 0   |
| -   | Sandro Moro           | Suzuki                 |       |       | Ret   | NQ    |       |       |       |       |       |       |     |       | 0   |
| -   | Timo Pohjola          | Suzuki                 |       |       |       |       |       |       |       | NQ    |       | Ret   |     |       | 0   |
| -   | Dave Potter           | Yamaha                 |       |       |       |       |       |       | NQ    |       |       |       | Ret |       | 0   |
| -   | Gregg Barsdorf        | Suzuki                 |       | Ret   |       |       |       |       |       |       |       |       |     |       | 0   |
| -   | Jon Ekerold           | Yamaha                 |       | Ret   |       |       |       |       |       |       |       |       |     |       | 0   |
| -   | Chris Fisker          | Suzuki                 |       |       |       |       |       |       |       |       | Ret   |       |     |       | 0   |
| -   | Ron Haslam            | Honda                  |       |       |       |       |       |       |       |       |       |       | Ret |       | 0   |
| -   | Takazumi Katayama     | Honda                  |       |       |       |       |       |       |       |       |       |       | Ret |       | 0   |
| -   | Kimmo Kopra           | Yamaha                 |       |       |       |       |       |       |       |       |       | Ret   |     |       | 0   |
| -   | Odd Arne Lände        | Suzuki                 |       |       |       |       |       |       |       |       | Ret   |       |     |       | 0   |
| -   | Carlo Paganini        | Suzuki                 |       |       |       | Ret   |       |       |       |       |       |       |     |       | 0   |
| -   | Erik Bjorn Paulsen    | Suzuki                 |       |       |       |       |       |       |       |       | Ret   |       |     |       | 0   |
| -   | Luigi Rimoldi         | Paton                  |       |       |       |       |       | Ret   |       |       |       |       |     |       | 0   |
| -   | Tony Rutter           | Suzuki                 |       |       |       |       |       |       |       |       |       |       | Ret |       | 0   |
| -   | Hans Schofer          | Yamaha                 |       |       | Ret   |       |       |       |       |       |       |       |     |       | 0   |
| -   | Rod Scivyer           | Honda                  |       |       |       |       |       |       |       |       |       |       | Ret |       | 0   |
| -   | Max Steiner           | Suzuki                 |       |       | Ret   |       |       |       |       |       |       |       |     |       | 0   |
| -   | Kevin Stowe           | Suzuki                 |       |       |       |       | Ret   |       |       |       |       |       |     |       | 0   |
| -   | Piet van der Wal      | Yamaha                 |       |       |       |       |       |       | Ret   |       |       |       |     |       | 0   |
| -   | Russell Wood          | Suzuki                 |       |       |       |       |       |       |       |       |       |       | Ret |       | 0   |
| -   | Stan Woods            | Suzuki                 |       |       |       |       |       |       |       |       |       |       | Ret |       | 0   |
| -   | Olivier Liégois       | Yamaha                 |       |       |       |       |       |       |       | NVC   |       |       |     |       | 0   |
| -   | Alan Nies             | Yamaha                 |       |       |       |       |       |       |       | NVC   |       |       |     |       | 0   |
| -   | Sado Asami            | Yamaha                 |       |       |       |       |       |       |       | NQ    |       |       |     |       | 0   |
| -   | Philippe Chaltin      | Suzuki                 |       |       |       |       |       |       |       | NQ    |       |       |     |       | 0   |
| -   | Etienne Geeraerd      | Yamaha                 |       |       |       |       |       |       |       | NQ    |       |       |     |       | 0   |
| -   | Steve Manship         | Suzuki                 |       |       |       |       |       |       |       | NQ    |       |       |     |       | 0   |
| -   | Gregorio Mariani      | Suzuki                 |       |       |       | NQ    |       |       |       |       |       |       |     |       | 0   |
| -   | Roger Marshall        | Suzuki                 |       |       |       |       |       |       |       |       |       |       | NQ  |       | 0   |
| -   | Mullender             | Yamaha                 |       |       |       |       |       |       |       | NQ    |       |       |     |       | 0   |
| -   | Oosterijk             | Suzuki                 |       |       |       |       |       |       | NQ    |       |       |       |     |       | 0   |
| -   | Egid Schwemmer        | Yamaha                 |       |       | NQ    |       |       |       |       |       |       |       |     |       | 0   |
| -   | Barry Woodland        | Yamaha                 |       |       |       |       |       |       |       |       | NQ    |       |     |       | 0   |
| Pos | Pilot                 | Moto                   | VEN · | AUT · | GER · | NAT · | ESP · | YUG · | NED · | BEL · | SWE · | FIN · | GBR | FRA · | Pts |

| • Llegenda |                                |
| --- | ------------------------------ |
| \| Color \| Resultat \| \| ------- \| --------------------------------- \| \| Or \| Guanyador \| \| Argent \| 2n lloc \| \| Bronze \| 3r lloc \| \| Verd \| Va acabar sumant punts \| \| Blau \| Va acabar sense sumar punts \| \| Blau \| No classificat (NC) \| \| Porpra \| Es retirà (Ret o DNF[a]) \| \| Vermell \| No qualificat (NQ o DNQ[b]) \| \| Vermell \| No pre-qualificat (NPQ o DNPQ[c]) \| \| Negre \| Desqualificat (DSQ) \| \| Blanc \| No va començar (NVC o DNS[d]) \| \| Blanc \| Abandonà (AB o WD[e]) \| \| Blanc \| Retirat per lesió (LES) \| \| Blanc \| Cursa cancel·lada (C) \| \| Gris \| No va entrenar (NE o DNP[f]) \| \| Gris \| No va arribar (NA o DNA[g]) \| \| Gris \| Exclòs (EX) \| Notes 1. 2. 3. 4. 5. 6. 7. En negreta - Pole En cursiva - Volta ràpida |                                |
| Color | Resultat                       |
| Or | Guanyador                      |
| Argent | 2n lloc                        |
| Bronze | 3r lloc                        |
| Verd | Va acabar sumant punts         |
| Blau | Va acabar sense sumar punts    |
| Blau | No classificat (NC)            |
| Porpra | Es retirà (Ret o DNF)          |
| Vermell | No qualificat (NQ o DNQ)       |
| Vermell | No pre-qualificat (NPQ o DNPQ) |
| Negre | Desqualificat (DSQ)            |
| Blanc | No va començar (NVC o DNS)     |
| Blanc | Abandonà (AB o WD)             |
| Blanc | Retirat per lesió (LES)        |
| Blanc | Cursa cancel·lada (C)          |
| Gris | No va entrenar (NE o DNP)      |
| Gris | No va arribar (NA o DNA)       |
| Gris | Exclòs (EX)                    |

| Color   | Resultat                       |
| ------- | ------------------------------ |
| Or      | Guanyador                      |
| Argent  | 2n lloc                        |
| Bronze  | 3r lloc                        |
| Verd    | Va acabar sumant punts         |
| Blau    | Va acabar sense sumar punts    |
| Blau    | No classificat (NC)            |
| Porpra  | Es retirà (Ret o DNF)          |
| Vermell | No qualificat (NQ o DNQ)       |
| Vermell | No pre-qualificat (NPQ o DNPQ) |
| Negre   | Desqualificat (DSQ)            |
| Blanc   | No va començar (NVC o DNS)     |
| Blanc   | Abandonà (AB o WD)             |
| Blanc   | Retirat per lesió (LES)        |
| Blanc   | Cursa cancel·lada (C)          |
| Gris    | No va entrenar (NE o DNP)      |
| Gris    | No va arribar (NA o DNA)       |
| Gris    | Exclòs (EX)                    |

### 350 cc
| Posició | Pilot             | Moto     | Punts | Victòries |
| ------- | ----------------- | -------- | ----- | --------- |
| 1       | Kork Ballington   | Kawasaki | 99    | 5         |
| 2       | Patrick Fernandez | Yamaha   | 90    | 1         |
| 3       | Gregg Hansford    | Kawasaki | 77    | 3         |
| 4       | Anton Mang        | Kawasaki | 63    | 0         |
| 5       | Michel Frutschi   | Yamaha   | 47    | 0         |
| 6       | Michel Rougerie   | Yamaha   | 47    | 0         |
| 7       | Roland Freymond   | Yamaha   | 40    | 0         |
| 8       | Jon Ekerold       | Yamaha   | 34    | 1         |
| 9       | Sadao Asami       | Yamaha   | 27    | 0         |
| 10      | Jeff Sayle        | Yamaha   | 24    | 0         |
|         |                   |          |       |           |
| 28      | Víctor Palomo     | Yamaha   | 3     | 0         |

### 250 cc
| Posició | Pilot               | Moto       | Punts | Victòries |
| ------- | ------------------- | ---------- | ----- | --------- |
| 1       | Kork Ballington     | Kawasaki   | 141   | 7         |
| 2       | Gregg Hansford      | Kawasaki   | 81    | 0         |
| 3       | Graziano Rossi      | Morbidelli | 67    | 3         |
| 4       | Randy Mamola        | Yamaha     | 64    | 0         |
| 5       | Patrick Fernandez   | Yamaha     | 63    | 0         |
| 6       | Anton Mang          | Kawasaki   | 56    | 0         |
| 7       | Walter Villa        | Yamaha     | 39    | 1         |
| 8       | Jean-François Baldé | Kawasaki   | 29    | 0         |
| 9       | Edi Stoellinger     | Kawasaki   | 28    | 1         |
| 10      | Roland Freymond     | Yamaha     | 22    | 0         |

### 125 cc
| Posició | Pilot               | Moto       | Punts | Victòries |
| ------- | ------------------- | ---------- | ----- | --------- |
| 1       | Angel Nieto         | Minarelli  | 120   | 8         |
| 2       | Maurizio Massimiani | MBA        | 53    | 0         |
| 3       | Hans Müller         | MBA        | 50    | 0         |
| 4       | Thierry Espié       | Motobécane | 48    | 0         |
| 5       | Gert Bender         | GB Bender  | 47    | 0         |
| 6       | Guy Bertin          | Motobécane | 40    | 2         |
| 7       | Ricardo Tormo       | Bultaco    | 39    | 1         |
| 8       | Harald Bartol       | Morbidelli | 36    | 0         |
| 9       | Bruno Kneubühler    | MBA        | 36    | 0         |
| 10      | Pier Paolo Bianchi  | Minarelli  | 35    | 1         |

### 50 cc
| Posició | Pilot               | Moto     | Punts | Victòries |
| ------- | ------------------- | -------- | ----- | --------- |
| 1       | Eugenio Lazzarini   | Kreidler | 75    | 5         |
| 2       | Rolf Blatter        | Kreidler | 62    | 0         |
| 3       | Patrick Plisson     | ABF      | 32    | 0         |
| 4       | Gerhard Waibel      | Kreidler | 31    | 1         |
| 5       | Peter Looijensteijn | Kreidler | 30    | 0         |
| 6       | Hagen Klein         | Kreidler | 26    | 0         |
| 7       | Henk van Kessel     | Sparta   | 23    | 1         |
| 8       | Jacques Hutteau     | Kreidler | 27    | 0         |
| 9       | Ingo Emmerich       | Kreidler | 8     | 0         |
| 10      | Stefan Dörflinger   | Kreidler | 6     | 0         |
|         |                     |          |       |           |
| 17      | Ricardo Tormo       | Bultaco  | 6     | 0         |
| 18      | Joaquin Galí        | Bultaco  | 5     | 0         |